# Matelea andina
Matelea andina är en oleanderväxtart som först beskrevs av Gustaf Oskar Andersson Malme, och fick sitt nu gällande namn av G. Morillo. Matelea andina ingår i släktet Matelea och familjen oleanderväxter. Inga underarter finns listade i Catalogue of Life.